# لياندرينهو (لاعب كرة قدم مواليد 1986)
لياندرينهو (بالبرتغالية: Landrinho‏) هو لاعب كرة قدم برازيلي في مركز الهجوم، ولد في 6 يونيو 1986 في كوتيا في البرازيل. لعب مع أتليتكو سان لويس وبورتوغيزا سانتيستا وجمعية بورتوغيزا الرياضية ودينيزلي سبور وزولته فاريجيم وميونيسيبال ونادي الرائد ونادي باسوج دي فيريرا ونادي مس كرمان.

## وصلات خارجية
- لياندرينهو (لاعب كرة قدم مواليد 1986) على موقع اتحاد تركيا (لاعب) (الإنجليزية)
- لياندرينهو (لاعب كرة قدم مواليد 1986) على موقع قاعدة بيانات كرة القدم.إي يو (الإنجليزية)
- لياندرينهو (لاعب كرة قدم مواليد 1986) على موقع Soccerway.com (الإنجليزية)
- لياندرينهو (لاعب كرة قدم مواليد 1986) على موقع عالم كرة القدم.نت (الإنجليزية)